# Motor Chrysler 3.3

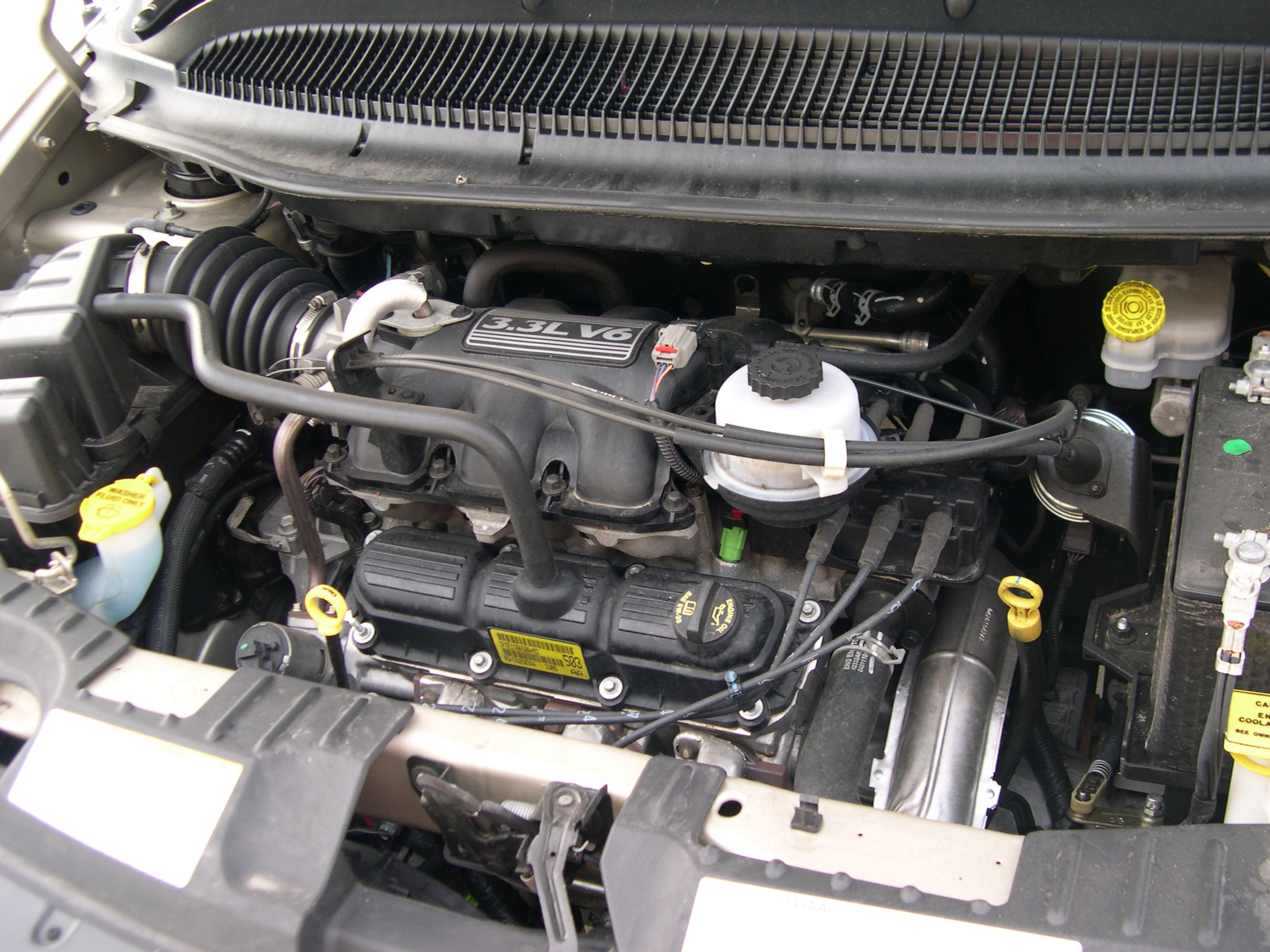
Motor 3.3L V6 d'una Chrysler Town and Country del 2005

El motor Chrysler 3.3 ha estat el primer motor de Chrysler en configuració V6 de 60 graus per a vehicles de tracció davantera, i el primer 6 cilindres que no s'ha basat en un V8; fou dissenyat per substituir als 3.0 V6 subministrats per Mitsubishi. Amb una configuració OHV, va ser presentat l'any 1990; d'ençà avui se segueixen fabricant a la fàbrica de Trenton, Michigan.
Existeixen principalment 2 variants: La configuració 3.3 L i 3.8 L; les variants 3.5L, 3.2L, 2.7L i 4.0L V6 són de disseny OHC.
Motor semblants a aquest són el Motor Vulcan V6 de Ford i el Motor 60-Degree V6 de GM.

## Especificacions tècniques
En aquesta taula apareix la potència i torsió de cadascun dels motors en funció dels anys.

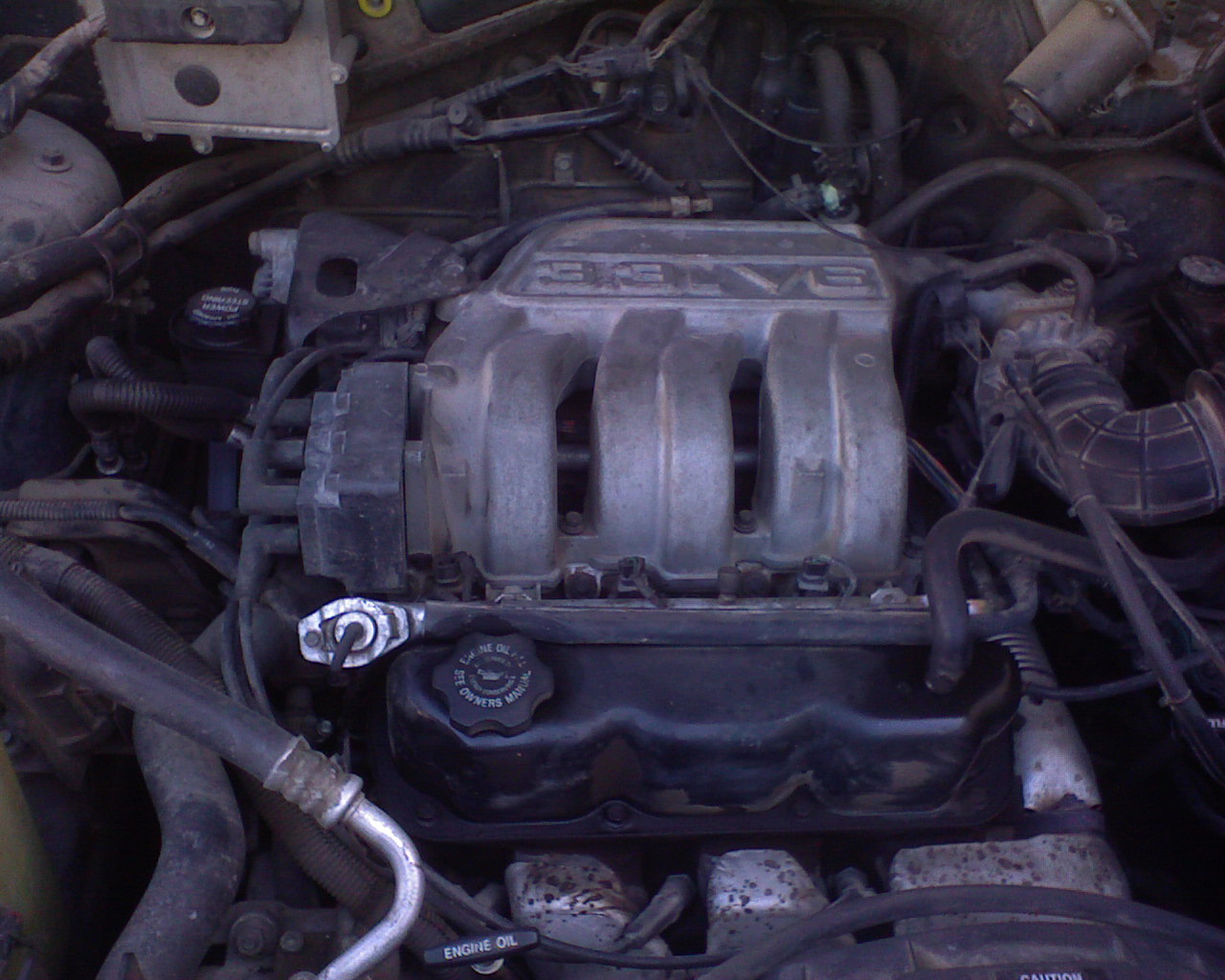
Motor 3.3L V6 d'un Plymouth Voyager del 1991-1994

| Cubicatge      | Anys      | Potència | Torsió  |
| -------------- | --------- | -------- | ------- |
| 3.3L (3301 cc) | 1990–1993 | 150 hp   | 244 N·m |
| 3.3L (3301 cc) | 1994–1995 | 162 hp   | 263 N·m |
| 3.3L (3301 cc) | 1996–2000 | 158 hp   | 275 N·m |
| 3.3L (3301 cc) | 2001–     | 180 hp   | 285 N·m |
| 3.8L (3778 cc) | 1991–1993 | 150 hp   | 289 N·m |
| 3.8L (3778 cc) | 1994–1995 | 162 hp   | 289 N·m |
| 3.8L (3778 cc) | 1996–1997 | 166 hp   | 308 N·m |
| 3.8L (3778 cc) | 1998–2000 | 180 hp   | 325 N·m |
| 3.8L (3778 cc) | 2001–2007 | 215 hp   | 332 N·m |
| 3.8L (3778 cc) | 2008–     | 197 hp   | 312 N·m |

### 3.3
Conegut també com a EGA, el primer de la família, un OHV amb bloc d'acer, culata d'alumini i sistema d'injecció SFI; té un cubicatge de 3.3L (3301 cc, 201 in3) amb un diàmetre -bore- de 93 mm i una carrera -stroke- de 81 mm. Gràcies a un nou intake el 3.3 augmenta la seva potència en 12 cv. A partir del 2001, el motor equipa un sistema VIS que augmenta la potència a 180 cv @ 5000 rpm i 285 N·m @ 4000 rpm. Aquest motor fou dissenyat per equipar-se de forma transversal, però va ser modificat a configuració longitudinal degut als cotxes amb xassís LH com el Chrysler Concorde.
Vehicles que equipen aquests motors són:
- 1990-1993 Dodge Dynasty/Chrysler New Yorker, Chrysler Imperial, Chrysler New Yorker Fifth Avenue (substitueixen el motor 3.0 L 6G72 de Mitsubishi)
- 1990-actualitat Dodge Caravan, Chrysler Town & Country i Plymouth Voyager
- 1993-1997 Chrysler Concorde/Dodge Intrepid/Eagle Vision

### 3.8
Sobre el 3.3 L s'augmenta a 3.8L (3779 cc, 231 in3) gràcies a l'increment del diàmetre -bore- a 96 mm i la carrera -stroke- a 87 mm. També es coneix com a EGH. A partir del 1994 augmenta a 12 cv gràcies a un nou intake. El 1998 s'incrementà la relació de compressió, passant a tenir 180 cv. Com el 3.3, l'any 2001 rep un sistema VIS que augmenta la potència a 215 cv.
Vehicles que equipen aquests motors són:
- 1991-1993 Chrysler Fifth Avenue and Chrysler Imperial 150 hp (112 kW), 289 N·m
- 1991-actualitat Dodge Caravan, Chrysler Town & Country i Plymouth Voyager
- 2007-actualitat Chrysler Pacifica
- 2007-actualitat Jeep Wrangler